# Saison 1989-1990 des Celtics de Boston
La saison 1989-1990 des Celtics de Boston est la 44e saison de la franchise américaine de la National Basketball Association (NBA).
Avec le retour de Larry Bird qui n'a participé qu'à 6 matchs lors de la saison précédente, les Celtics sont à l'équilibre au cours du premier mois de la saison et réalisent un belle fin de saison, terminant 2e dans la division Atlantique avec un solide bilan de 52-30. Bird mène son équipe au niveau statistique avec des moyennes de 24,3 points, 9,5 rebonds et 7,5 passes décisives par match, tout en étant sélectionné pour le NBA All-Star Game 1990, et la All-NBA Second Team.
Lors du premier tour des playoffs, les Celtics semblent favoris à l'issue des deux premiers matchs remportés face aux Knicks de New York. Cependant, ils ne parviennent pas à remporter le moindre match derrière et perdent à trois reprises, les éliminant de la campagne de playoffs sur le score de 3-2 dans la série. À l'issue de la saison, Dennis Johnson prend sa retraite et l’entraîneur principal, Jimmy Rodgers est congédié.

## Draft
| Tour | Rang | Joueur        | Position | Nationalité | Provenance      |
| ---- | ---- | ------------- | -------- | ----------- | --------------- |
| 1    | 13   | Michael Smith | SF/PF    | États-Unis  | BYU             |
| 2    | 40   | Dino Rađa     | PF       | Croatie     | KK Jugoplastika |

## Classements de la saison régulière
| Conférence Est | Conférence Est         | Conférence Est | Conférence Est | Conférence Est |
| No             | Franchise              | Vic.           | Déf.           | PCT            |
| -------------- | ---------------------- | -------------- | -------------- | -------------- |
| 1              | Pistons de Détroit C   | 59             | 23             | 72.0           |
| 2              | 76ers de Philadelphie  | 53             | 29             | 64.6           |
| 3              | Bulls de Chicago       | 55             | 27             | 67.1           |
| 4              | Celtics de Boston      | 52             | 30             | 63.4           |
| 5              | Knicks de New York     | 45             | 37             | 54.9           |
| 6              | Bucks de Milwaukee     | 44             | 38             | 53.7           |
| 7              | Cavaliers de Cleveland | 42             | 40             | 51.2           |
| 8              | Pacers de l'Indiana    | 42             | 40             | 51.2           |
|                |                        |                |                |                |
| 9              | Hawks d'Atlanta        | 41             | 41             | 50.0           |
| 10             | Bullets de Washington  | 31             | 51             | 37.8           |
| 11             | Heat de Miami          | 18             | 64             | 22.0           |
| 12             | Magic d'Orlando        | 18             | 64             | 22.0           |
| 13             | Nets du New Jersey     | 17             | 65             | 20.7           |

| Division Atlantique   | V  | D  | PCT  | GB |
| --------------------- | -- | -- | ---- | -- |
| 76ers de Philadelphie | 53 | 29 | 64.6 | -  |
| Celtics de Boston     | 52 | 30 | 63.4 | 1  |
| Knicks de New York    | 45 | 37 | 54.9 | 8  |
| Bullets de Washington | 31 | 51 | 37.8 | 22 |
| Heat de Miami         | 18 | 64 | 22.0 | 35 |
| Nets du New Jersey    | 17 | 65 | 20.7 | 36 |

## Effectif
| Numéro | Joueur         | Position | Provenance               |
| ------ | -------------- | -------- | ------------------------ |
| 00     | Robert Parish  | C        | Centenary (LA)           |
| 3      | Dennis Johnson | PG       | Pepperdine               |
| 4      | Jim Paxson     | PG       | Dayton                   |
| 5      | John Bagley    | PG       | Boston College           |
| 7      | Kelvin Upshaw  | SG       | Utah                     |
| 11     | Michael Smith  | PF       | BYU                      |
| 13     | Charles Smith  | PG       | Georgetown               |
| 32     | Kevin McHale   | PF       | Minnesota                |
| 33     | Larry Bird     | SF       | Indiana State University |
| 34     | Kevin Gamble   | SF       | Iowa                     |
| 35     | Reggie Lewis   | SG       | Northeastern University  |
| 53     | Joe Kleine     | C        | Notre Dame, Arkansas     |
| 54     | Ed Pinckney    | PF       | Villanova                |

## Playoffs

### Premier tour
(4) Celtics de Boston vs. (5) Knicks de New York : Boston s'incline sur la série 2-3
- Game 1 @ Boston Garden, Boston : Boston 116-105 New York
- Game 2 @ Boston Garden, Boston : Boston 157-128 New York
- Game 3 @ Madison Square Garden, New York City : New York 102-99 Boston
- Game 4 @ Madison Square Garden, New York City : New York 135-108 Boston
- Game 5 @ Boston Garden, Boston : New York 121-114 Boston

## Statistiques

### Saison régulière
| Joueur         | MJ | MC | MPG  | FG%  | 3P%  | FT%  | RPG  | APG | SPG | BPG | PPG  |
| -------------- | -- | -- | ---- | ---- | ---- | ---- | ---- | --- | --- | --- | ---- |
| John Bagley    | 54 | 17 | 20.3 | .459 | .056 | .744 | 1.6  | 5.5 | 0.7 | 0.1 | 4.3  |
| Larry Bird     | 75 | 75 | 39.3 | .473 | .333 | .930 | 9.5  | 7.5 | 1.4 | 0.8 | 24.3 |
| Kevin Gamble   | 71 | 10 | 13.9 | .455 | .167 | .794 | 1.6  | 1.7 | 0.4 | 0.1 | 5.1  |
| Dennis Johnson | 75 | 65 | 27.1 | .434 | .042 | .843 | 2.7  | 6.5 | 1.1 | 0.2 | 7.1  |
| Joe Kleine     | 81 | 4  | 16.9 | .480 | .000 | .830 | 4.4  | 0.6 | 0.2 | 0.3 | 5.4  |
| Reggie Lewis   | 79 | 54 | 31.9 | .496 | .267 | .808 | 4.4  | 2.8 | 1.1 | 0.8 | 17.0 |
| Kevin McHale   | 82 | 25 | 33.2 | .549 | .333 | .893 | 8.3  | 2.1 | 0.4 | 1.9 | 20.9 |
| Robert Parish  | 79 | 78 | 30.3 | .580 |      | .747 | 10.1 | 1.3 | 0.5 | 0.9 | 15.7 |
| Jim Paxson     | 72 | 25 | 17.8 | .453 | .250 | .811 | 1.1  | 1.9 | 0.5 | 0.1 | 6.4  |
| Ed Pinckney    | 77 | 50 | 14.1 | .542 | .000 | .773 | 2.9  | 0.9 | 0.4 | 0.5 | 4.7  |
| Charles Smith  | 60 | 0  | 8.7  | .444 | .000 | .697 | 1.2  | 1.7 | 0.6 | 0.1 | 2.9  |
| Michael Smith  | 65 | 7  | 9.5  | .476 | .071 | .828 | 1.5  | 1.2 | 0.1 | 0.0 | 5.0  |
| Kelvin Upshaw  | 14 | 0  | 9.4  | .308 | .400 | .667 | 0.9  | 2.0 | 0.1 | 0.1 | 2.1  |

### Playoffs
| Joueur         | MJ | MC | MPG  | FG%  | 3P%  | FT%   | RPG  | APG | SPG | BPG | PPG  |
| -------------- | -- | -- | ---- | ---- | ---- | ----- | ---- | --- | --- | --- | ---- |
| John Bagley    | 5  | 0  | 14.0 | .533 | .000 | .750  | 0.8  | 3.4 | 0.8 | 0.2 | 3.8  |
| Larry Bird     | 5  | 5  | 41.4 | .444 | .263 | .906  | 9.2  | 8.8 | 1.0 | 1.0 | 24.4 |
| Kevin Gamble   | 3  | 0  | 2.7  | .600 |      |       | 0.3  | 0.7 | 0.0 | 0.0 | 2.0  |
| Dennis Johnson | 5  | 5  | 32.4 | .484 | .333 | 1.000 | 2.8  | 5.6 | 0.4 | 0.4 | 13.8 |
| Joe Kleine     | 5  | 0  | 15.8 | .765 | .000 | .833  | 2.8  | 0.4 | 0.4 | 0.6 | 6.2  |
| Reggie Lewis   | 5  | 5  | 40.0 | .597 | .000 | .771  | 5.0  | 4.4 | 1.4 | 0.4 | 20.2 |
| Kevin McHale   | 5  | 5  | 38.4 | .609 | .333 | .862  | 7.8  | 2.6 | 0.4 | 2.0 | 22.0 |
| Robert Parish  | 5  | 5  | 34.0 | .574 |      | .944  | 10.0 | 2.6 | 1.0 | 1.4 | 15.8 |
| Jim Paxson     | 5  | 0  | 12.4 | .500 | .000 | .750  | 0.0  | 1.4 | 1.0 | 0.0 | 3.8  |
| Ed Pinckney    | 4  | 0  | 6.3  | .857 |      | .778  | 1.5  | 0.0 | 0.0 | 0.0 | 4.8  |
| Charles Smith  | 3  | 0  | 3.0  | .500 |      |       | 0.3  | 1.0 | 0.3 | 0.0 | 0.7  |
| Michael Smith  | 4  | 0  | 4.0  | .625 | .000 | 1.000 | 0.0  | 0.0 | 0.3 | 0.0 | 4.3  |

## Récompenses
- Larry Bird, All-NBA Second Team
- Kevin McHale, NBA All-Defensive Second Team